# Pinen
Pinen (C10H16) är en bicyklisk monoterpen som förekommer i två isomerer i naturen: α-pinen och β-pinen. Båda formerna är viktiga beståndsdelar av tallarnas kåda och namnet kommer från det vetenskapliga namnet på tallsläktet (Pinus). De finns också i kådan hos många andra barrträd såväl som i många icke-barrväxter såsom humle, lager, lavendel, timjan, dill, morot och citrusfrukter. Båda isomererna används av insekter, till exempel barkborrar, som utgångsmaterial vid produktion av feromoner.

## Isomerer
Förutom den strukturisomeri som skiljer α-pinen från β-pinen, uppvisar båda typerna också optisk isomeri.
| skelettformel |                  |                  |                  |                  |
| perspektivvy  | X                |                  | X                |                  |
| kulmodell     | X                |                  | X                |                  |
| namn          | (1R)-(+)-α-pinen | (1S)-(−)-α-pinen | (1R)-(+)-β-pinen | (1S)-(−)-β-pinen |
| CAS-nummer    | 7785-70-8        | 7785-26-4        | 19902-08-0       | 18172-67-3       |

## Biosyntes
Både α-pinen och β-pinen syntetiseras från geranylpyrofosfat (GPP), genom cyklisering av linaloylpyrofosfat följt av förlust av en proton från karbokatjon-ekvivalenten.

Biosyntes av pinen från geranylpyrofosfat.

## Växter
α-Pinen är den mest spridda terpenoiden i naturen och är mycket frånstötande för insekter.
α-Pinen förekommer hos barrträd och ett flertal andra växter, till exempel hampa. Kåda från terpentinträdet Pistacia terebinthus är rik på pinen. Pinjenötter, nötter av tallar av släktet Pinus, innehåller pinen.

## Användning
Den kemiska industrin framställer många komponenter till parfym genom selektiv oxidation av pinen. Sådana viktiga oxidationsprodukter är verbenon, pinenoxid, verbenol och verbenylhydroperoxid.

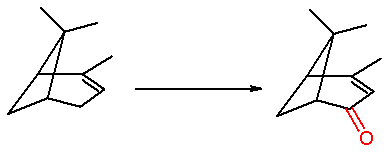
Pinen till vänster, verbenon till höger.

Pinenerna är huvudbeståndsdelar i terpentin.